# Jyväskylän maalaiskunta
Jyväskylän maalaiskunta  (în suedeză Jyväskylä landskommun, literalmente 'comuna rurală Jyväskylä') este o fostă comună din Finlanda, care înconjoară orașul Jyväskylä. În cadrul comunei sunt trei localități: Vaajakoski, Tikkakoski și Palokka. Aeroportul Jyväskylä în Tikkakoski este unul dintre cele mai "circulate" aeroporturi din Finlanda. Potrivit statistici populației din anul 2003, întocmită de către Centrul de Evidență a Populației, populația comunei Jyväskylä era de 33.820 locuitori, astfel fiind cea de a doua comună rurală ca mărime după numărul populației, după Nurmijärvi. Suprafața totală este de 534,34 km², din care 85,05 km² sunt ape. Denistatea populației este de 63,3 loc./km². Comuna a fost fondată în anul 1868.
Comuna rurală Jyväskylä duce o viață comercială și de afaceri foarte animată și diversificată. Pe lângă ramurile tradiționale ale economiei cum ar fi agricultura și exploatațiile forestiere, comuna găzduiesțte companii cum ar fi Komas Oy, furnizor de subansamble, și Tikka Group, producător de nituri pentru anvelope de iarnă. Din punct de vedere istoric, Vaajakoski a fost terenul propice de dezvoltare a unor ramuri economice convenționale până în anii ‘80 când odată cu o seriosă schimbare de structură a economiei finlandeze a dus la închiderea multor fabrici și mori nu doar în comuna Jyväskylä ci și în orașul Jyväskylä. Oricum, în zona industrială din Vaajakoski operează fabrica de ciocolată Panda, companie ale cărei produse se comercializează în lumea întreagă.
Cea mai joasă ecluză din punct de vedere geografic a canalului Keitele-Päijänne se găsește în Vaajakoski. Drumurile europene E63 și E75 trec prin estul și nordul comunei Jyväskylä și prin orașul Jyväskylä. De asemenea căile ferate care deservesc orașul Jyväskylä trec prin comuna Jyväskylä.
Primarul comunei Jyväskylä (Jyväskylän maalaiskunta) este Arto Lepistö.
Distanțe 
- Helsinki 270 km
- Kuopio 140 km
- Lahti 170 km
- Tampere 150 km